# 羅傑·斯特勞斯
羅傑·斯特勞斯（1917年1月3日—2004年5月25日）是美國知名出版社法勞·斯特勞斯·吉羅出版社的創辦人。

## 生平
1917年出生于纽约市的一个顯赫家庭，母親來自古根海姆家族，祖父又曾任美國商務及勞工部部長。羅傑自密蘇里大學畢業後，從事過記者的工作，二戰爆發時加入美國海軍，打理海軍與出版界的公關工作。二戰結束後，他與約翰·法勞一起創辦出版社，後來又加入另一位合伙人伯特·吉羅。出版社成立後一段時間，累積了一班舉足輕重的作家，包括艾薩克·巴甚維斯·辛格、亞歷山大·伊薩耶維奇·索贊尼辛及約瑟夫·亞歷山德羅維奇·布羅茨基等諾貝爾文學獎得主。1994年，羅傑將公司部分股權售與德國霍爾茨布林克出版集團，但仍保持主導地位。2004年，羅傑最終因肺炎不治。